# Municipio de Randolph (Ohio)
El municipio de Randolph (en inglés: Randolph Township) es un municipio ubicado en el condado de Portage en el estado estadounidense de Ohio. En el año 2010 tenía una población de 5298 habitantes y una densidad poblacional de 69,91 personas por km².

## Geografía
El municipio de Randolph se encuentra ubicado en las coordenadas 41°1′39″N 81°15′16″O / 41.02750, -81.25444. Según la Oficina del Censo de los Estados Unidos, el municipio tiene una superficie total de 75.79 km², de la cual 75,31 km² corresponden a tierra firme y (0,63 %) 0,48 km² es agua.

## Demografía
Según el censo de 2010, había 5298 personas residiendo en el municipio de Randolph. La densidad de población era de 69,91 hab./km². De los 5298 habitantes, el municipio de Randolph estaba compuesto por el 98,02 % blancos, el 0,57 % eran afroamericanos, el 0,25 % eran amerindios, el 0,19 % eran asiáticos, el 0,36 % eran de otras razas y el 0,62 % eran de una mezcla de razas. Del total de la población el 0,55 % eran hispanos o latinos de cualquier raza.